# Robert Sackville, II conte di Dorset
Robert Sackville, II conte di Dorset (1561 – Londra, 27 febbraio 1609) è stato un politico inglese.

## Biografia
Era il figlio di Thomas Sackville, I conte di Dorset, e di sua moglie, Cecily Baker, figlia di Sir John Baker. Sackville apparteneva a un'antica famiglia di origine normanne, i cui rappresentanti possedevano terre nel Sussex dal XII secolo e sedevano in Parlamento dal 1361. Il nonno di Robert, Sir Richard Sackville, era cugino di Anna Bolena; si arricchì con la dissoluzione dei monasteri durante la Riforma.
Da bambino, Robert ha studiato con il famoso intellettuale Roger Ascham. Il suo tutore Claudius Hollyband, gli dedicò i manuali in lingua francese The French Schoolemaster (1573) e The Frenche Littelton (1576), che avrebbero visto un totale di quindici edizioni fino al 1609. Si iscrisse a Hart Hall.

## Carriera
Fu ammesso all'Inner Temple nel 1580 e fu eletto alla Camera dei Comuni nel 1585 come membro del Sussex, per l'influenza di suo padre. Nel 1588 si sedette per Lewes, seggio che rappresentò fino alla sua morte. Era considerato uno dei parlamentari più influenti e partecipò ai lavori di molti comitati. Secondo uno dei suoi contemporanei, Sackville era un uomo di eccezionale cultura, conosceva il greco e il latino oltre all'inglese. Allo stesso tempo, si è impegnato in iniziative commerciali e ha detenuto un brevetto per la fornitura di ordigni.
Nel 1604, suo padre ricevette il titolo di Conte di Dorset, e suo figlio da quel momento fu chiamato Lord Buckhurst. Dopo la morte del padre il 19 aprile 1608, Robert ha ereditato almeno sedici tenute nel Sussex, Essex, Kent e Middlesex, e prese il suo posto alla Camera dei Lord ed è stato nominato Lord luogotenente del Sussex.

## Matrimoni

### Primo Matrimonio
Sposò, il 4 febbraio 1579, Lady Margaret Howard (1558-4 settembre 1591), figlia di Thomas Howard, IV duca di Norfolk. Ebbero sei figli ma solo quattro raggiunsero l'età adulta:
- Lady Cecily Sackville, sposò Sir Henry Compton[1], ebbero tre figli;
- Lady Anne Sackville (?-25 settembre 1664)[6], sposò Edward Seymour, Lord Beauchamp[1][7], non ebbero figli;
- Richard Sackville, III conte di Dorset (28 marzo 1589-28 marzo 1624)[1];
- Edward Sackville, IV conte di Dorset (1590-18 luglio 1652)[1].

### Secondo Matrimonio
Sposò, il 4 dicembre 1592, Anne Spencer (?-22 settembre 1618), figlia di Sir John Spencer e vedova di William Stanley, III barone Monteagle e di Henry Compton, I barone Compton. Non ebbero figli. Questo matrimonio fu infelice. Nel 1607, la contessa si rivolse al Consiglio della Corona con una denuncia contro suo marito: lui, secondo lei, si rifiutò di sostenerla. Il conte, in risposta, chiese il divorzio.

## Morte
Morì il 27 febbraio 1609, nella sua residenza londinese di Dorset House in Fleet Street. Fu sepolto nella cappella Sackville a Whiticham, nel Sussex, accanto alla sua prima moglie.